# العلاقات الرواندية الموريشيوسية
العلاقات الرواندية الموريشيوسية هي العلاقات الثنائية التي تجمع بين رواندا وموريشيوس.

## مقارنة بين البلدين
هذه مقارنة عامة ومرجعية للدولتين:
| وجه المقارنة                                              | رواندا                                        | موريشيوس                 |
| --------------------------------------------------------- | --------------------------------------------- | ------------------------ |
| المساحة (كم2)                                             | 26.34 ألف                                     | 2.04 ألف                 |
| عدد السكان (نسمة)                                         | 12.21 مليون                                   | 1.26 مليون               |
| الكثافة السكانية (ن./كم²)                                 | 463.55                                        | 617.65                   |
| العاصمة                                                   | كيغالي                                        | بورت لويس                |
| اللغة الرسمية                                             | اللغة الكينيارواندا، لغة إنجليزية، لغة فرنسية | لغة إنجليزية، لغة فرنسية |
| العملة                                                    | فرنك رواندي                                   | روبي موريشي              |
| الناتج المحلي الإجمالي (بليون دولار)                      | 9.14 مليار                                    | 13.34 مليار              |
| الناتج المحلي الإجمالي (تعادل القوة الشرائية) بليون دولار | 20.46 مليار                                   | 25.36 مليار              |
| الناتج المحلي الإجمالي الاسمي للفرد دولار أمريكي          | 697                                           | 9.25 ألف                 |
| الناتج المحلي الإجمالي للفرد دولار أمريكي                 | 1.66 ألف                                      | 18.59 ألف                |
| مؤشر التنمية البشرية                                      | 0.483                                         | 0.777                    |
| رمز المكالمات الدولي                                      | +250                                          | +230                     |
| رمز الإنترنت                                              | .rw                                           | .mu                      |
| المنطقة الزمنية                                           | ت ع م+02:00                                   | ت ع م+04:00              |

## منظمات دولية مشتركة
يشترك البلدان في عضوية مجموعة من المنظمات الدولية، منها:
| علم المنظمة | اسم المنظمة                                 | تاريخ انضمام رواندا | تاريخ انضمام موريشيوس |
| ----------- | ------------------------------------------- | ------------------- | --------------------- |
|             | وكالة ضمان الاستثمار متعدد الأطراف          | 27 سبتمبر 2002      | 28 ديسمبر 1990        |
|             | الأمم المتحدة                               | 18 سبتمبر 1962      | 24 أبريل 1968         |
|             | دول الكومنولث                               | ?                   | ?                     |
|             | منظمة حظر الأسلحة الكيميائية                | ?                   | ?                     |
|             | منظمة التجارة العالمية                      | ?                   | ?                     |
|             | منظمة الشرطة الجنائية الدولية               | ?                   | ?                     |
|             | الاتحاد الأفريقي                            | ?                   | ?                     |
|             | البنك الإفريقي للتنمية                      | ?                   | ?                     |
|             | مؤسسة التنمية الدولية                       | 30 سبتمبر 1963      | 23 سبتمبر 1968        |
|             | يونسكو                                      | 7 نوفمبر 1962       | 25 أكتوبر 1968        |
|             | مجموعة دول أفريقيا والكاريبي والمحيط الهادئ | ?                   | ?                     |
|             | الاتحاد البريدي العالمي                     | ?                   | ?                     |
|             | البنك الدولي للإنشاء والتعمير               | 30 سبتمبر 1963      | 23 سبتمبر 1968        |
|             | الاتحاد الدولي للاتصالات                    | 12 ديسمبر 1962      | 30 أغسطس 1969         |
|             | مؤسسة التمويل الدولية                       | 6 نوفمبر 1975       | 23 سبتمبر 1968        |
|             | المركز الدولي لتسوية المنازعات الاستشارية   | 14 نوفمبر 1979      | 2 يوليو 1969          |

## وصلات خارجية
- موقع وزارة الخارجية الرواندية